# RBC in het seizoen 1965/66
Het seizoen 1965/1966 was het 12e jaar in het bestaan van de Roosendaalse betaaldvoetbalclub RBC. De club kwam uit in de Eerste divisie en eindigde op de 13e plaats. Tevens deed de club mee aan het toernooi om de KNVB beker, hierin werd de club in de groepsfase uitgeschakeld.

## Wedstrijdstatistieken

### Eerste divisie
|       | Alkmaar '54 | Blauw-Wit | SC Cambuur | DHC   | Eindhoven | Holland Sport | NAC   | N.E.C. | Sittardia | Velox | Volendam | De Volewijckers | VVV   | Xerxes |
| ----- | ----------- | --------- | ---------- | ----- | --------- | ------------- | ----- | ------ | --------- | ----- | -------- | --------------- | ----- | ------ |
| Thuis | 4 – 0       | 3 – 1     | 2 – 3      | 1 – 1 | 2 – 3     | 0 – 1         | 2 – 2 | 1 – 4  | 1 – 3     | 2 – 3 | 6 – 2    | 0 – 2           | 5 – 2 | 0 – 1  |
| Uit   | 5 – 0       | 0 – 0     | 7 – 2      | 4 – 1 | 0 – 0     | 3 – 2         | 4 – 0 | 5 – 1  | 2 – 1     | 4 – 2 | 2 – 3    | 0 – 3           | 4 – 2 | 5 – 0  |

### KNVB beker
| Groepsfase                                            | RBC                                                     | 3 – 2 (3 – 1) | NOAD                                         |
| 19 september 1965 Plaats: Roosendaal De Luiten        | Ton van Zandvliet Floor Verhagen –', –'                 |               | –' (pen.) Rien van den Heuvel Henk Zieltjens |
| Groepsfase                                            | NAC                                                     | 1 – 1 (0 – 1) | RBC                                          |
| 7 november 1965 Plaats: Breda Beatrixstraat           | Tomislav Kaloperović 60'                                |               | 8' René van de Boom                          |
| Groepsfase                                            | Willem II                                               | 4 – 0 (3 – 0) | RBC                                          |
| 2 januari 1966 Plaats: Tilburg Gemeentelijk Sportpark | Rini Mettes 27', 57' Frie Nouwens 37' Willy Senders 38' |               |                                              |

## Statistieken RBC 1965/1966

### Eindstand RBC in de Nederlandse Eerste divisie 1965 / 1966
| Stand | Gespeeld | Gewonnen | Gelijk | Verloren | Punten | Doelpunten voor | Doelpunten tegen |
| ----- | -------- | -------- | ------ | -------- | ------ | --------------- | ---------------- |
| 13e   | 28       | 6        | 4      | 18       | 16     | 46              | 73               |

### Topscorers
| #                    | Naam              | Goal |
| -------------------- | ----------------- | ---- |
| 1.                   | Floor Verhagen    | 15   |
| 2.                   | Ton van Wijk      | 7    |
| 3.                   | Jos Verkuijl      | 6    |
| 4.                   | Piet Baselier     | 5    |
| 5.                   | Henk van de Ven   | 3    |
| 5.                   | Ton van Zandvliet | 3    |
| 7.                   | Pierre van Hal    | 2    |
| 8.                   | René van den Boom | 1    |
| 8.                   | Johan den Haan    | 1    |
| 8.                   | Cees Hendrikx     | 1    |
| 8.                   | Raúl Ramón Villar | 1    |
| Onbekende doelpunten |                   |      |
| 1.                   | Onbekend          | 1    |
| Totaal               | Totaal            | 46   |

| #      | Naam              | Goal |
| ------ | ----------------- | ---- |
| 1.     | Floor Verhagen    | 2    |
| 2.     | René van de Boom  | 1    |
| 2.     | Ton van Zandvliet | 1    |
| Totaal | Totaal            | 4    |

## Voetnoten
Alkmaar '54 ·
Blauw-Wit ·
Cambuur ·
DHC ·
Eindhoven ·
Holland Sport ·
NAC ·
N.E.C. ·
RBC ·
Sittardia ·
Velox ·
Volendam ·
De Volewijckers ·
VVV ·
Xerxes